# Haematopota rohtakensis
Haematopota rohtakensis är en tvåvingeart som beskrevs av Kapoor, Grewal och Sharma 1991. Haematopota rohtakensis ingår i släktet Haematopota och familjen bromsar. Inga underarter finns listade i Catalogue of Life.